# Cantone di Esmeraldas

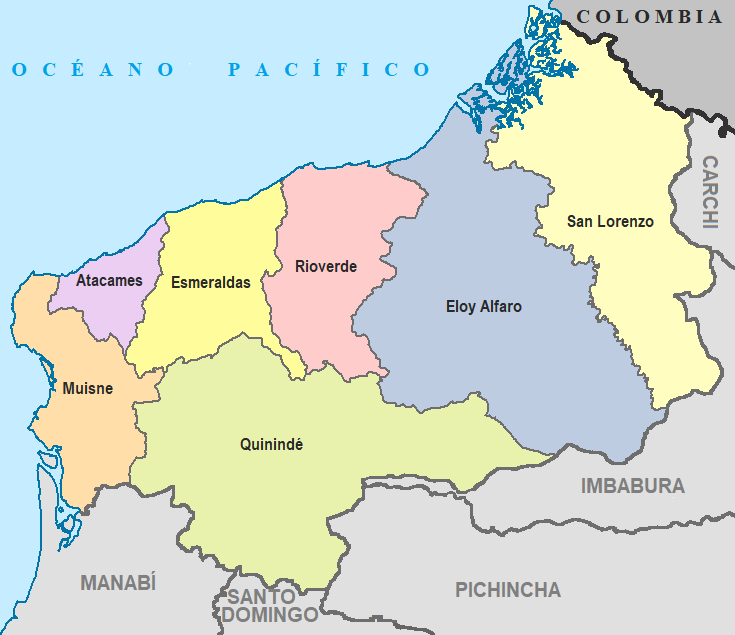
Suddivisioni del Cantone di Esmeraldas

Il cantone di Esmeraldas è un cantone dell'Ecuador che si trova nella provincia di Esmeraldas.
Il capoluogo del cantone è Esmeraldas.